# Gypona peruviana
Gypona peruviana är en insektsart som beskrevs av Henry Fairfield Osborn 1938. Gypona peruviana ingår i släktet Gypona och familjen dvärgstritar. Inga underarter finns listade i Catalogue of Life.